# Adoxotoma bargo
Adoxotoma bargo är en spindelart som beskrevs av Zabka 2001. Adoxotoma bargo ingår i släktet Adoxotoma och familjen hoppspindlar. Inga underarter finns listade i Catalogue of Life.